# Jessie Tarbox Beals

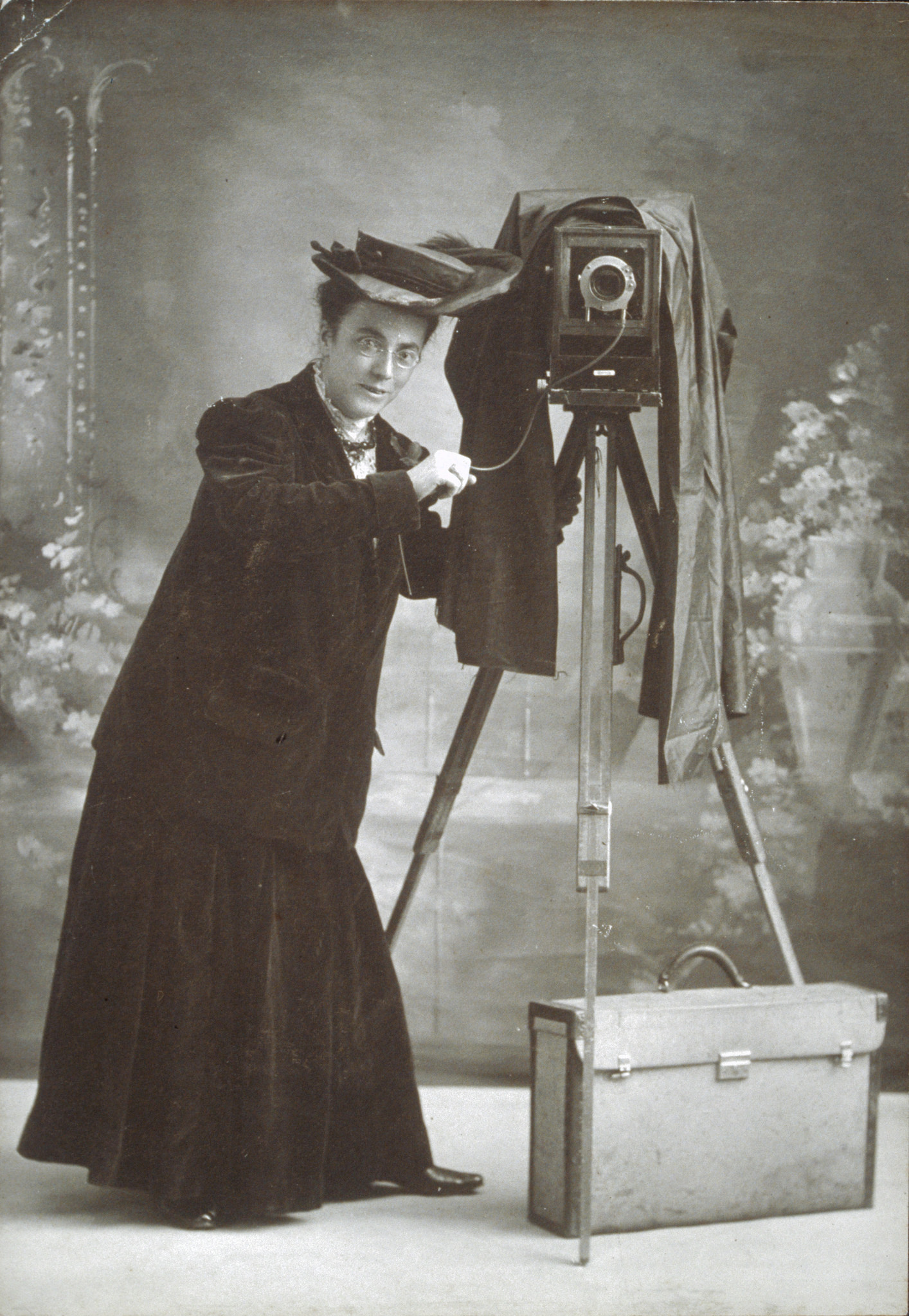
Jessie Tarbox Beals mit ihrer Kamera (1905)

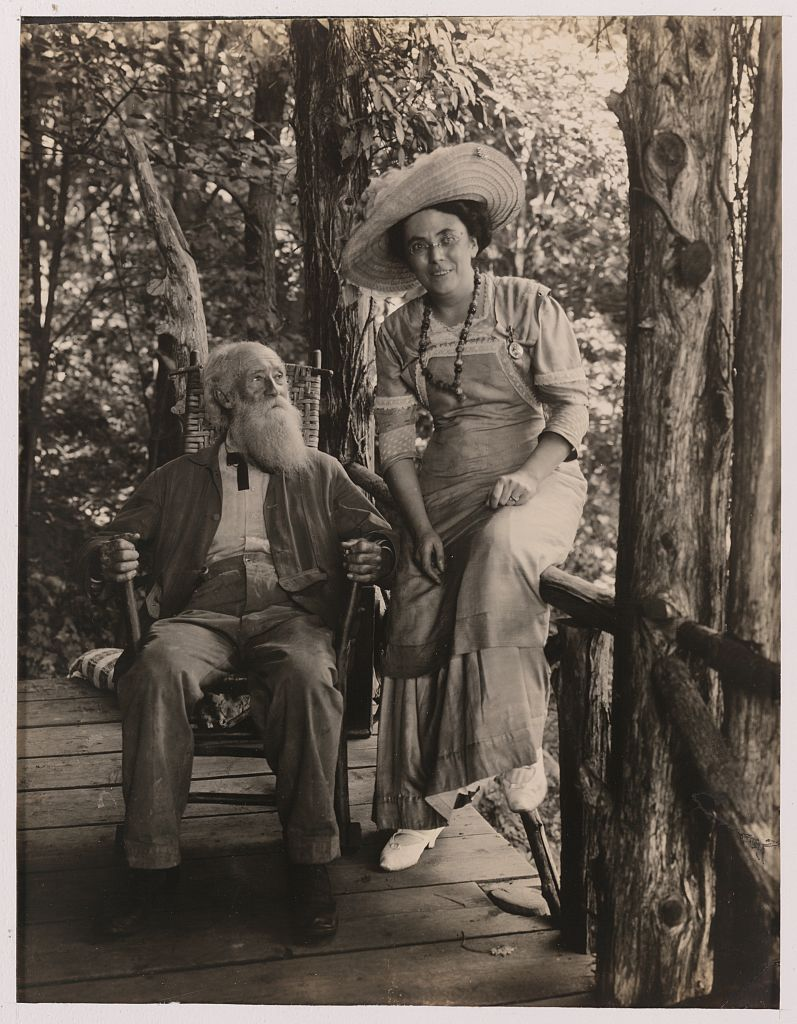
Jessie Tarbox Beals mit John Burroughs (1908)

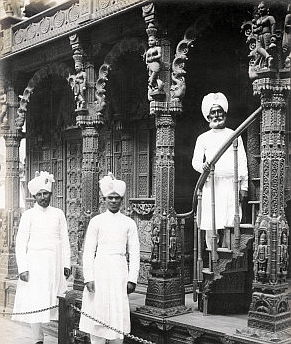
Der indische Teak-Jain-Tempel auf der Weltausstellung 1904

Jessie Tarbox Beals (* 23. Dezember 1870 als Jessie Richmond Tarbox in Hamilton, Ontario; † 30. Mai 1942 in New York City) war eine US-amerikanische Fotografin. Sie war in den Vereinigten Staaten die erste Presse- sowie die erste Nachtfotografin.
Bekannt wurde sie 1904 als freiberufliche Pressefotografin mit ihren Bildern von der Weltausstellung in St. Louis und ihren dokumentarischen Aufnahmen, unter anderem aus dem New Yorker Künstlerviertel Greenwich Village. Ihre selbst erkannte „Fähigkeit zur Hektik“ sowie ihre Beharrlichkeit beim Abbau der Geschlechterbarrieren in der Fotografie gelten als ihre Markenzeichen.

## Frühes Leben
Jessie Tarbox wurde am 23. Dezember 1870 als jüngstes Kind des Nähmaschinenherstellers John Nathaniel Tarbox und seiner Ehefrau Marie Antoinette Bassett geboren. Tarbox war als Erfinder einer tragbaren Nähmaschine und durch die Partnerschaft mit dem größten Nähmaschinenhersteller Kanadas zu Wohlstand gekommen. 1877 lief sein Patent aus, er verlor durch eine Fehlinvestition seine gesamten Ersparnisse und wurde in der Folge schwer alkoholkrank. Schließlich trennte sich seine Familie von ihm und Jessies Mutter bestritt durch Handarbeiten und den Verkauf von Gegenständen aus dem Besitz der Familie notdürftig den Lebensunterhalt.
Jessie galt als „kluges und frühreifes Kind“ und erreichte in der Schule gute Noten. Im Alter von vierzehn Jahren wurde sie am Collegiate Institute of Ontario aufgenommen und bestand mit siebzehn ihr Lehrerinnenexamen. Sie zog zu ihrem Bruder Paul nach Williamsburg (Massachusetts), wo sie an einer einklassigen Schule unterrichtete. 1888 erhielt sie über das Jugendmagazin Youth’s Companion eine kleine, rudimentär ausgestattete Kamera, mit der sie ihre Schüler und die Umgebung fotografierte. Bald kaufte sie sich für $12 eine größere Kamera und verdiente mit ihren Arbeiten bis zu $150 pro Tag. Danach erstand sie eine hochwertige Kodak-Kamera und richtete in ihrem Wiliamsburger Haus ihr erstes Fotostudio ein. Trotz alledem blieb die Fotografie für sie zunächst nur ein Hobby.

## Karriere als Fotografin
1893 nahm Jessie Tarbox eine neue Stelle als Lehrerin in Greenfield an und besuchte die World’s Columbian Exposition in Chicago. Ihr Interesse an Reisen und Fotografie wurde geweckt, als sie auf der Ausstellung mit den US-amerikanischen Fotografinnen Frances Benjamin Johnston und Gertrude Käsebier in Kontakt kam.
1897 heiratete sie den Amherst-Absolventen und Fabrikmechaniker Alfred Tennyson Beals.
Zwei Jahre später begann Beals’ professionelle Karriere als Fotografin, als sie von der Tageszeitung The Boston Post den Auftrag erhielt, das Staatsgefängnis von Massachusetts zu fotografieren.
Beals brachte ihrem Mann die Grundlagen der Fotografie bei. 1900 arbeitete das Ehepaar als Wanderfotografen, wobei Alfred als Assistent in der Dunkelkammer wirkte. Aufgrund ihrer Publikation im Windham County Reformer wurde Beals als kreditwürdig eingestuft und erhielt ihre erste Kreditlinie.
Als 1901 ihre Ersparnisse aufgebraucht waren, siedelten sie nach Buffalo im Bundesstaat New York um. Beals beeindruckte mit ihrer Aufnahme „On the Albany“, die eine Reihe watschelnder Enten zeigt, die Herausgeber des Buffalo Inquirer und The Buffalo Courier so sehr, dass sie als feste Fotografin eingestellt wurde. Sie war somit die erste weibliche Fotojournalistin und wurde von den Zeitungen und Bürgern von Buffalo geschätzt. 1904 verließ sie die Zeitungen, um die Weltausstellung zu dokumentieren.
Der Fotojournalismus war aufgrund der schweren und unhandlichen Ausrüstung eine körperlich anstrengende und oftmals riskante Arbeit. Beals ließ sich aber auch von knöchellangen Kleidern und großen Hüten nicht an ihrer Arbeit hindern. Ihre Ausrüstung bestand aus einer 8 × 10 Zoll großen Glasplattenkamera mit 25 Kilogramm Zubehör. Für die Berichterstattung vom aufsehenerregenden Mordprozess gegen Edwin L. Burdick 1903 waren keine Pressefotografen im Gerichtssaal zugelassen. Beals kletterte jedoch in dem an den Gerichtssaal angrenzenden Presseraum mit Hilfe anderer Reporter auf einen Bücherschrank und machte durch das Oberlicht über der Verbindungstür sieben Aufnahmen, bevor ein Sergeant sie erwischte und weitere Bilder unterband.
1904 wurde Beals zur Eröffnung der Louisiana Purchase Exposition nach St. Louis geschickt. Sie konnte vor Ort die Beamten überreden, ihr eine nachträgliche Pressegenehmigung für die Berichterstattung über die Vorausstellung auszustellen. Sie kletterte auf Leitern und stieg mit einem Heißluftballon auf, um die Bilder zu bekommen, die sie haben wollte. Ihr besonderes Interesse galt den Vertretern indigener Völker. Es entstanden 150 Bilder, die sich durch ihre spontane und ungestellte Lebendigkeit deutlich von der damals üblichen Sicht auf Angehörige „primitiver“ Völkerschaften unterschieden. Ihr fotografischer Stil wich von dem anderer Berichterstatter ab. Sie konzentrierte sich auf Bilderserien, die später zum Schreiben von Artikeln genutzt wurden – andere Fotografen bebilderten vorbereitete Reportagen. Ihre Umtriebigkeit und ihre Fähigkeit, sich bemerkbar zu machen, brachten ihr die Position der offiziellen Messefotografin sowohl für die Presseabteilung des Veranstalters als auch für zahlreiche Zeitungen wie den New York Herald, Leslie’s Weekly und The Tribune ein. Im Rahmen ihrer Arbeit entstanden von der Ausstellung 3.500 Bilder mit 45.000 Abzügen.
Beals gelang auf der Ausstellung neben den Fotografien der verschiedenen Exponate auch eine Bilderserie mit dem Präsidenten Theodore Roosevelt. Sie dokumentierte sämtliche Stationen, die Roosevelt besuchte. An seiner letzten Station sprach Roosevelt Beals an und sie erklärte ihm ihre Aufgabe. Aufgrund dieser Begegnung erhielt Beals die Erlaubnis, Roosevelt im Jahr 1905 bei seinem Wiedersehen mit den Rough Riders, deren Befehlshaber Roosevelt 1898 gewesen war, in San Antonio zu fotografieren.
Weitere Aufnahmen entstanden 1904 bei den parallel zur Weltausstellung in St. Louis stattfindenden dritten Olympischen Sommerspielen. Die Olympiade war wie vier Jahre zuvor mit der Weltausstellung verbunden und fand nur geringe Beachtung.

### Studio in der Sixth Avenue
1905 eröffnete Beals ihr eigenes Fotostudio in der Sixth Avenue in New York City und übernahm eine Vielzahl von Aufträgen. Es entstanden Aufnahmen von Autorennen sowie Porträts gesellschaftlich bekannter Personen. Bekannt wurden ihre Fotos aus dem Künstler- und Szeneviertel Greenwich Village und den Slums von New York. Es folgten weitere Aufnahmen von Präsidenten wie Calvin Coolidge, Herbert Hoover, William Howard Taft und Prominenten wie dem Schriftsteller Mark Twain, der Dramatikerin Edna St. Vincent Millay und der Autorin Emily Post.
In dieser Zeit kriselte es in ihrer Ehe. 1911 gebar sie ihre Tochter Nanette Tarbox Beals, die aus einer anderen Liaison entstand. 1917 verließ Beals ihren Ehemann, 1924 wurde die Ehe geschieden.

### Studio und Galerie in Greenwich Village
Beals zog nach Greenwich Village und eröffnete 1920 ein neues Fotostudio nebst Galerie. Ihre Tochter Nanette litt an rheumatoider Arthritis, die mit häufigen Krankenhausbehandlungen und einer intensiven Pflege verbunden war. Die mütterliche Fürsorge und ihre Arbeit gerieten zunehmend in Widerstreit, sodass Nanette überwiegend bei Beals’ ehemaligem Mann Alfred und in einem Internat wohnte. Nanette lebte später zeitweilig mit einer alten Freundin von Beals zusammen.

## Spätere Jahre
Als in den 1920er Jahren die Zahl der weiblichen Fotografen zunahm, konzentrierte sich Beals auf öffentliche Vorträge und spezialisierte sich auf die Fotografie von Vorstadtgärten und Anwesen wohlhabender Ostküstenbewohner.
1928 zogen Nanette und sie nach Kalifornien, wo Beals die Anwesen von Hollywood ablichtete. Die Weltwirtschaftskrise zwang Mutter und Tochter zur Rückkehr nach New York, wo Beals in Greenwich Village ihre Arbeit erneut aufnahm.
Beals verarmte zusehends, ihr jahrelanger aufwändiger Lebensstil sowie die Auswirkungen der Wirtschaftskrise forderten ihren Tribut. Am 30. Mai 1942 verstarb Beals im Alter von 71 Jahren im Bellevue Hospital.

## Sammlungen
Ihre Fotografien und Drucke befinden sich in den Sammlungen der Library of Congress, der Harvard University, der The New York Historical und dem American Museum of Natural History. 1982 übergab die Tochter Nanette Beals Brainerd der Schlesinger Library am Radcliffe Institute for Advanced Study Beals’ Bilder und Papiere.

## Galerie

Fotografien von Jessie Tarbox Beals
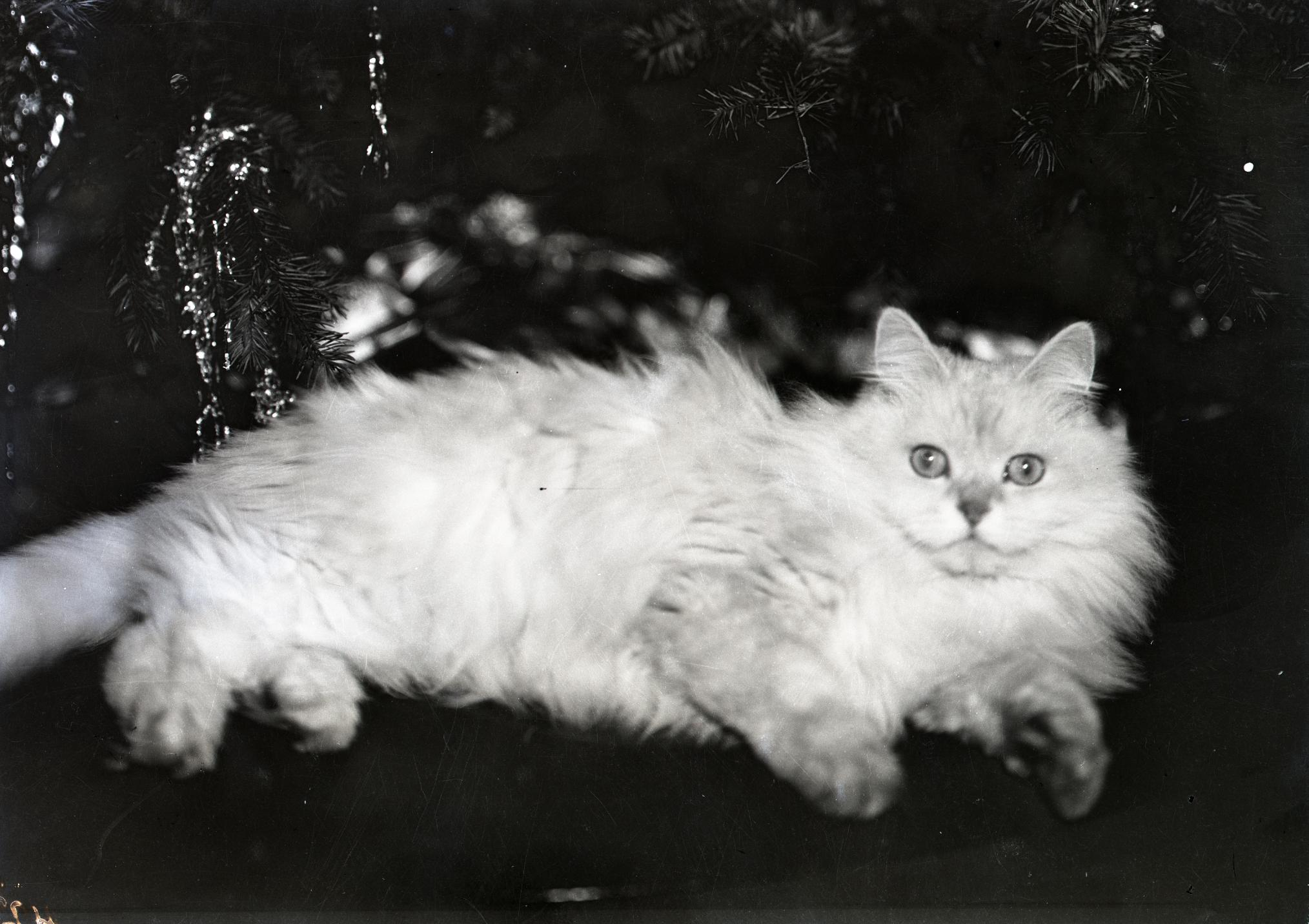
Weiße Katze unterm Weihnachtsbaum (ca. 1907)
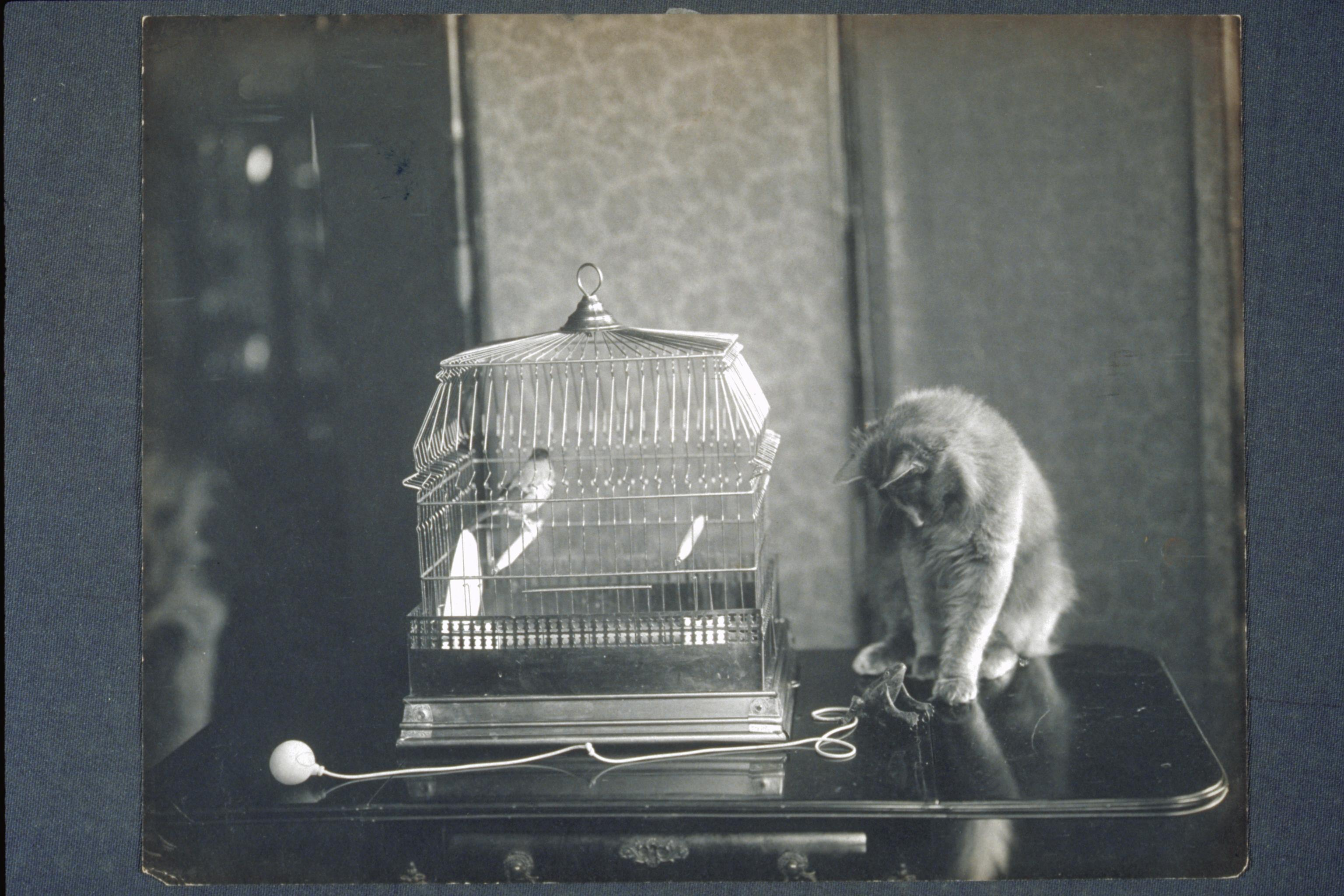
„Boy Blue“ sitzt auf einem Tisch neben einem Vogelkäfig und schaut auf einen an einer Schnur befestigten Spielzeugfrosch herab. (ca. 1903 bis 1928)
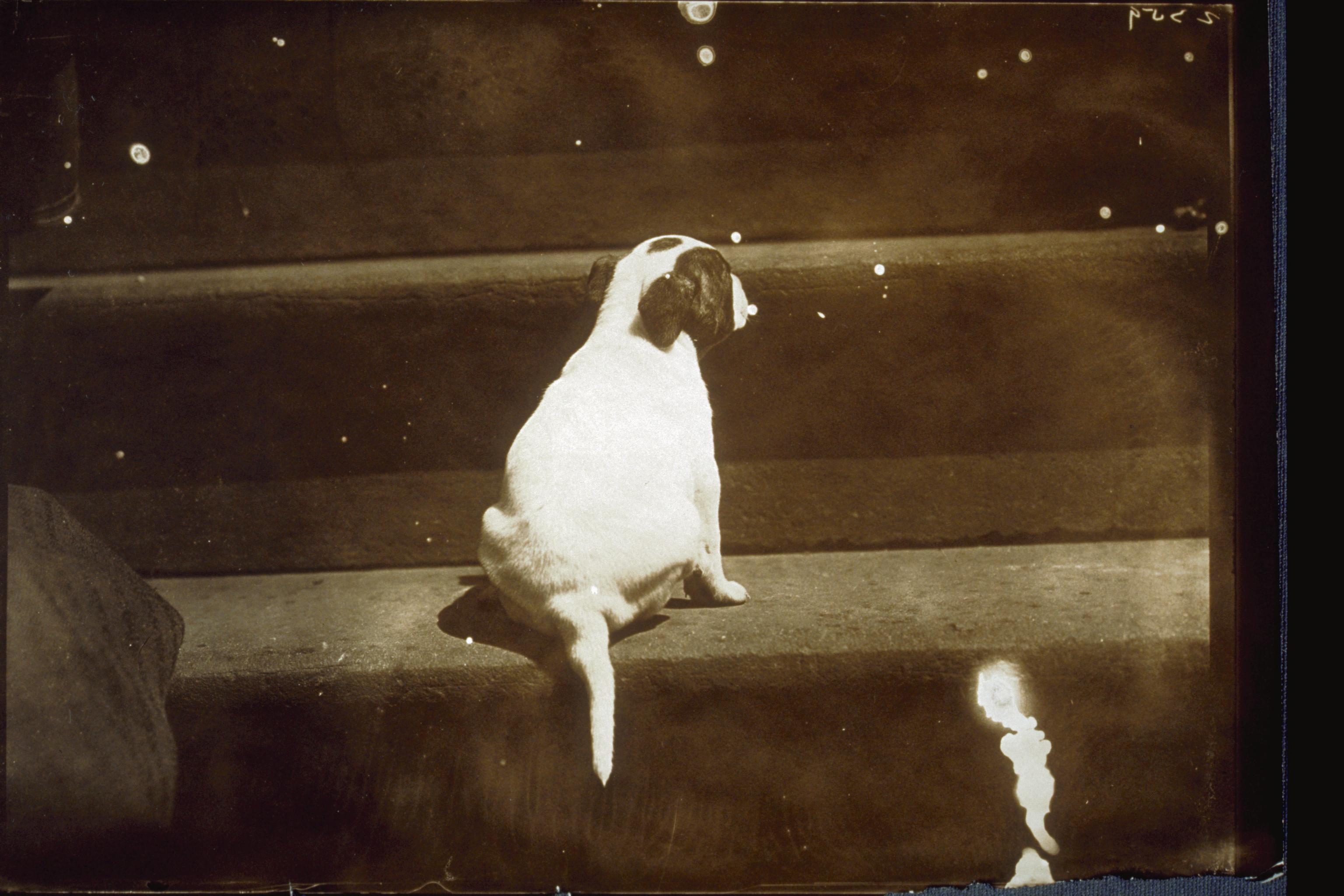
Beagle (?) saß im Freien auf einer Steintreppe, mit dem Rücken zur Kamera. Der Rock einer knienden Frau in der Nähe des Hundes ist links sichtbar (ca. 1905 bis 1910)
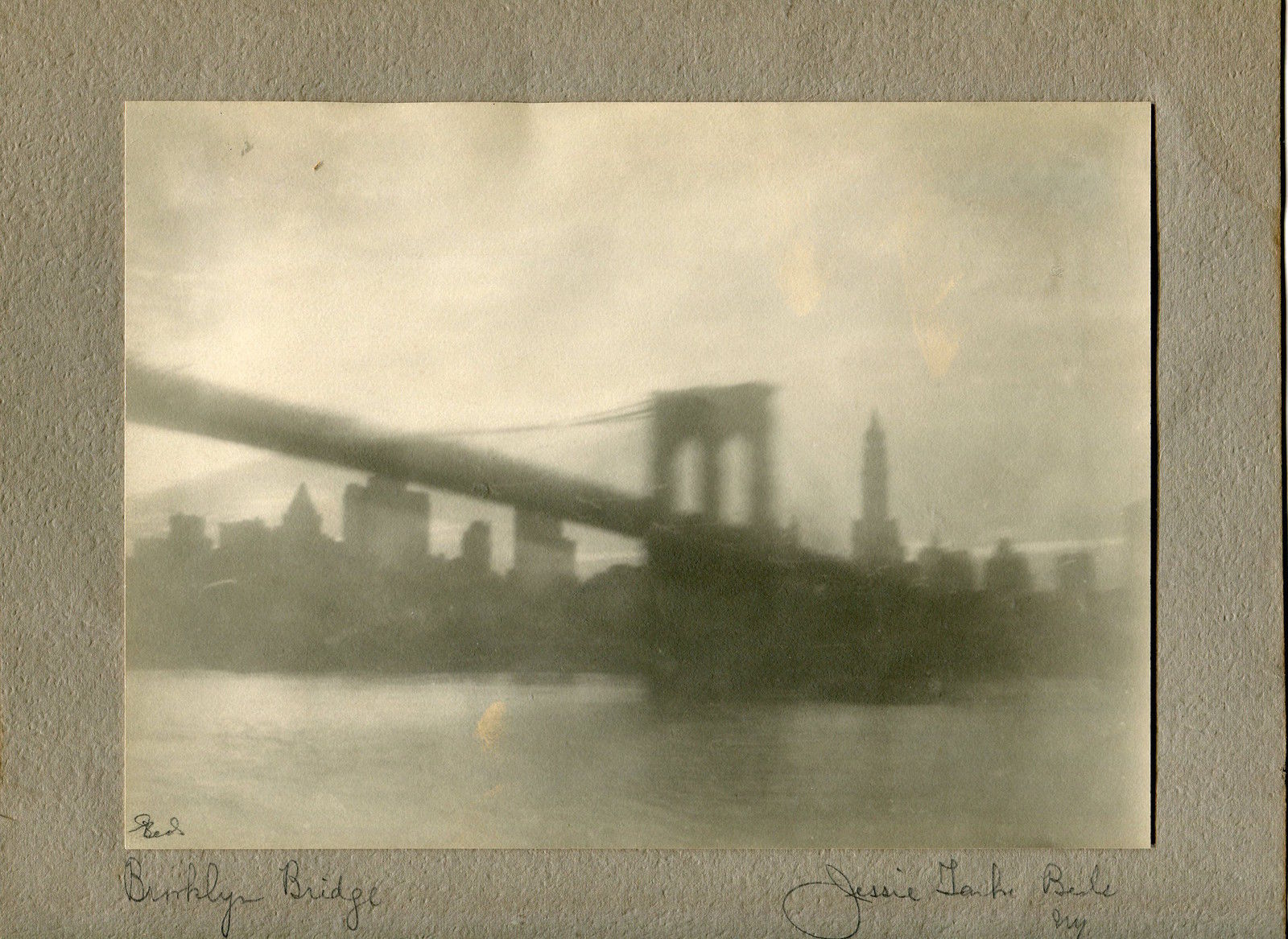
Brooklyn Bridge (1919)
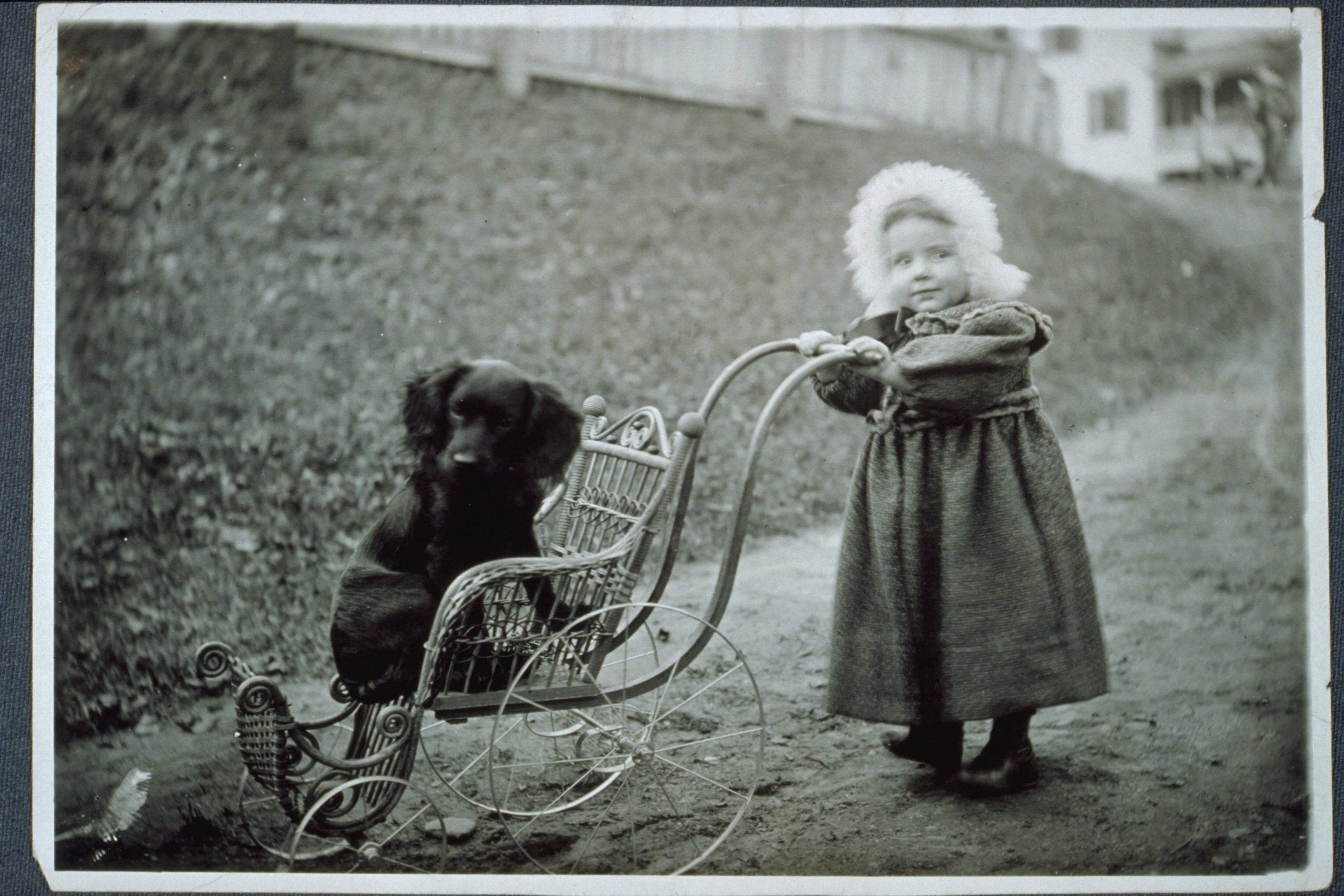
Kind schiebt einen Hund im Kinderwagen. (ca. 1908 bis 1918)
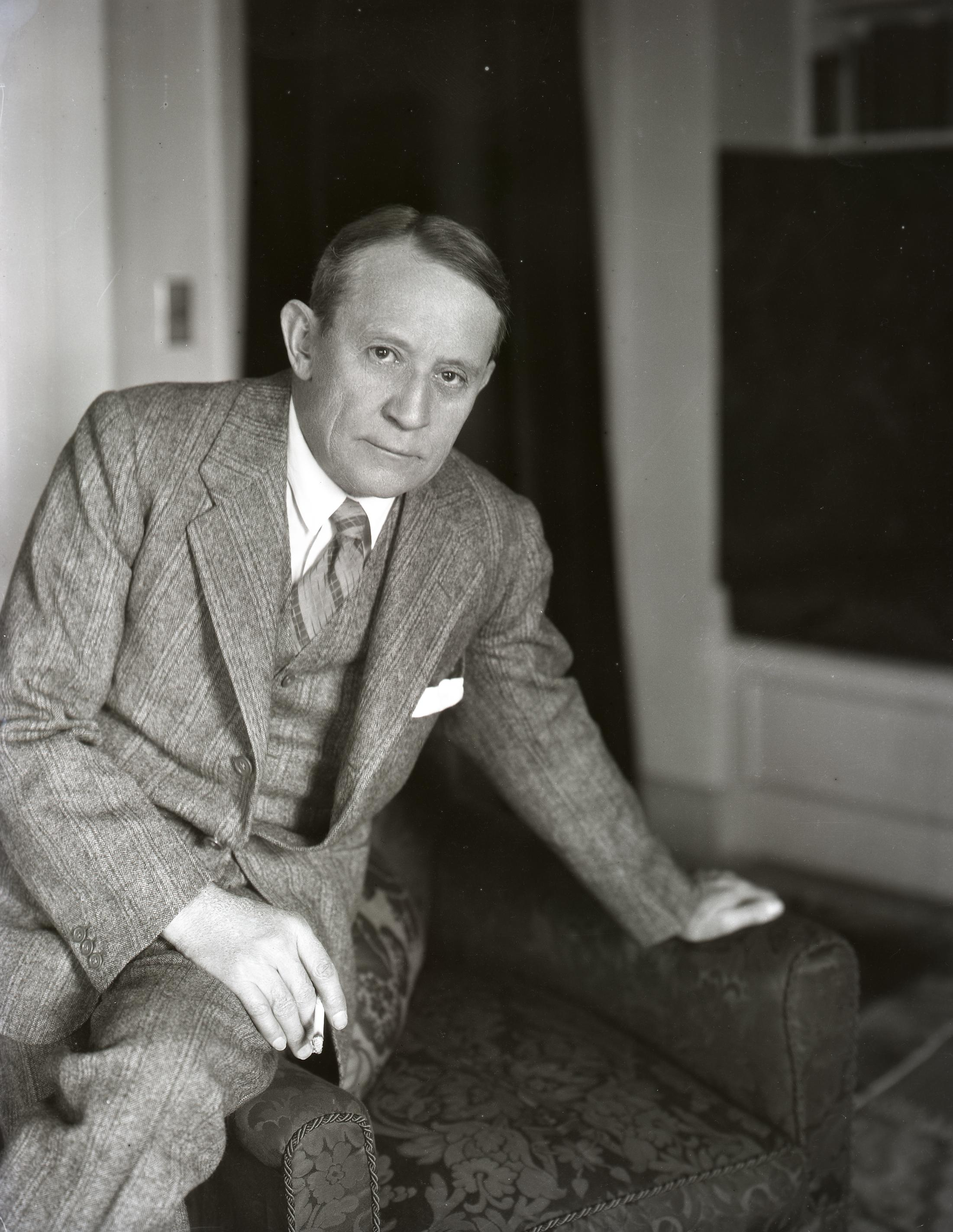
Dr. George Dorsey (ca. 1927/1928)
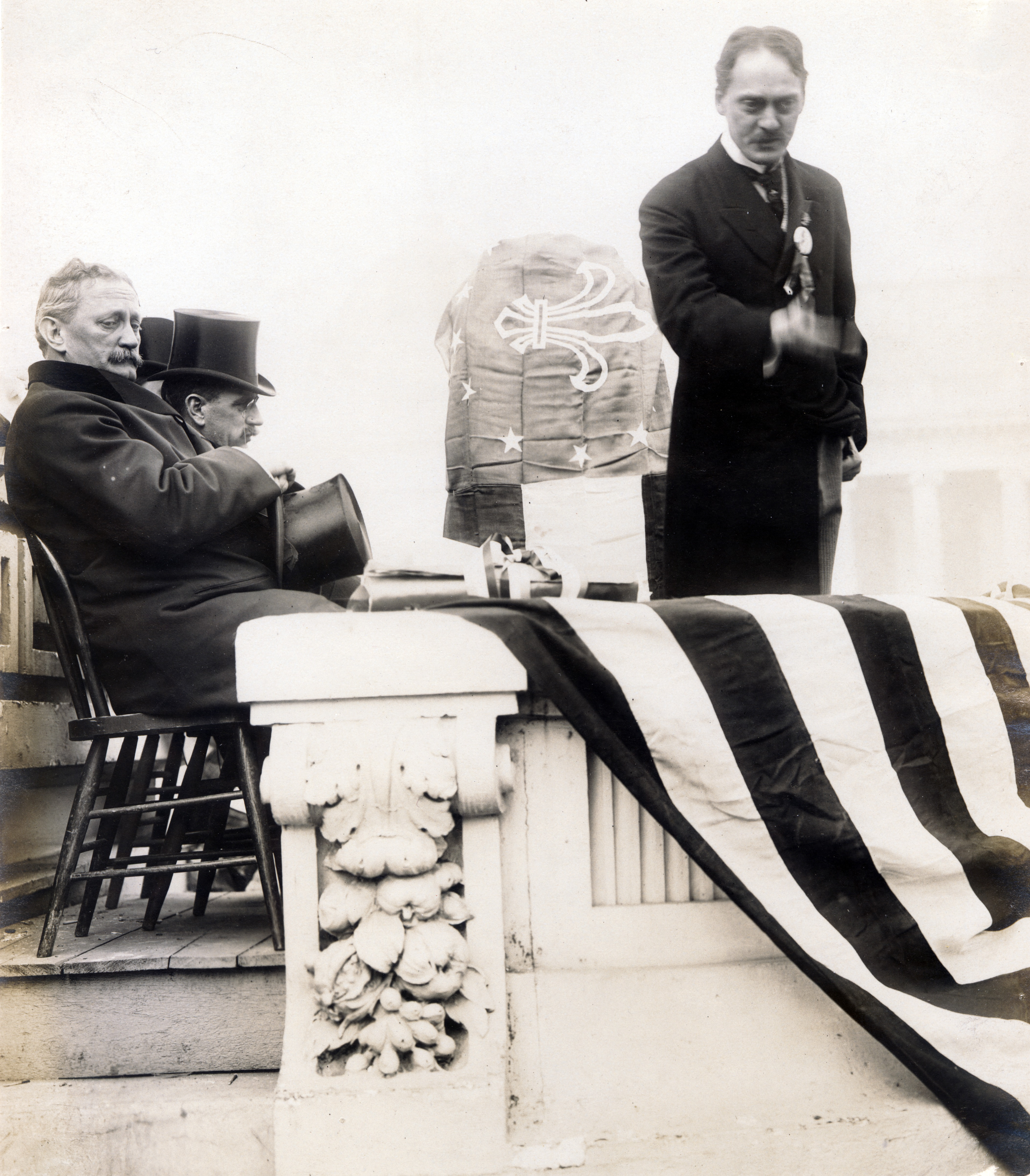
Festus J. Wade und David Rowland Francis auf der World’s Fair. (1904)
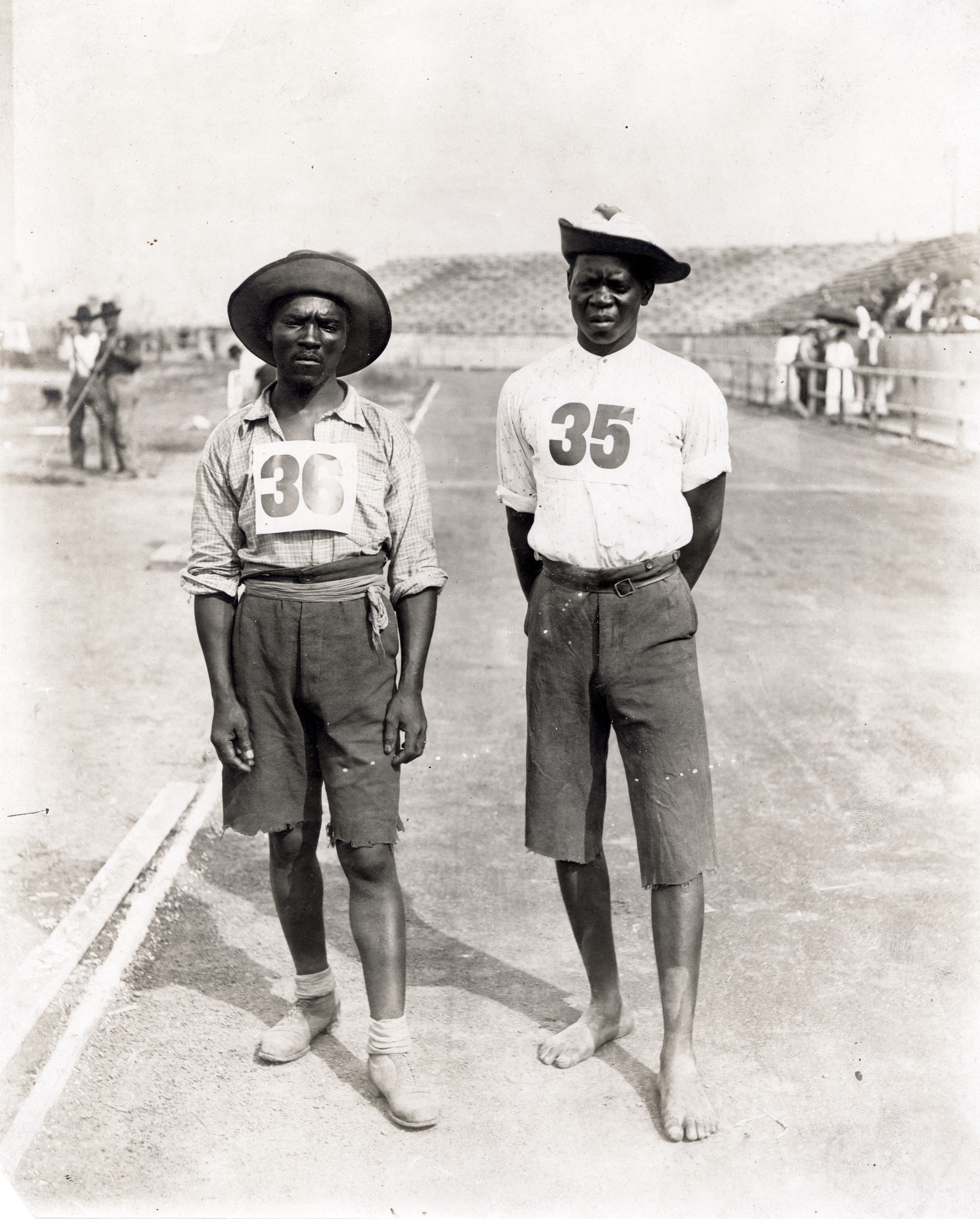
Die olympischen Marathonläufer Len Tau und Jan Mashiani (1904)
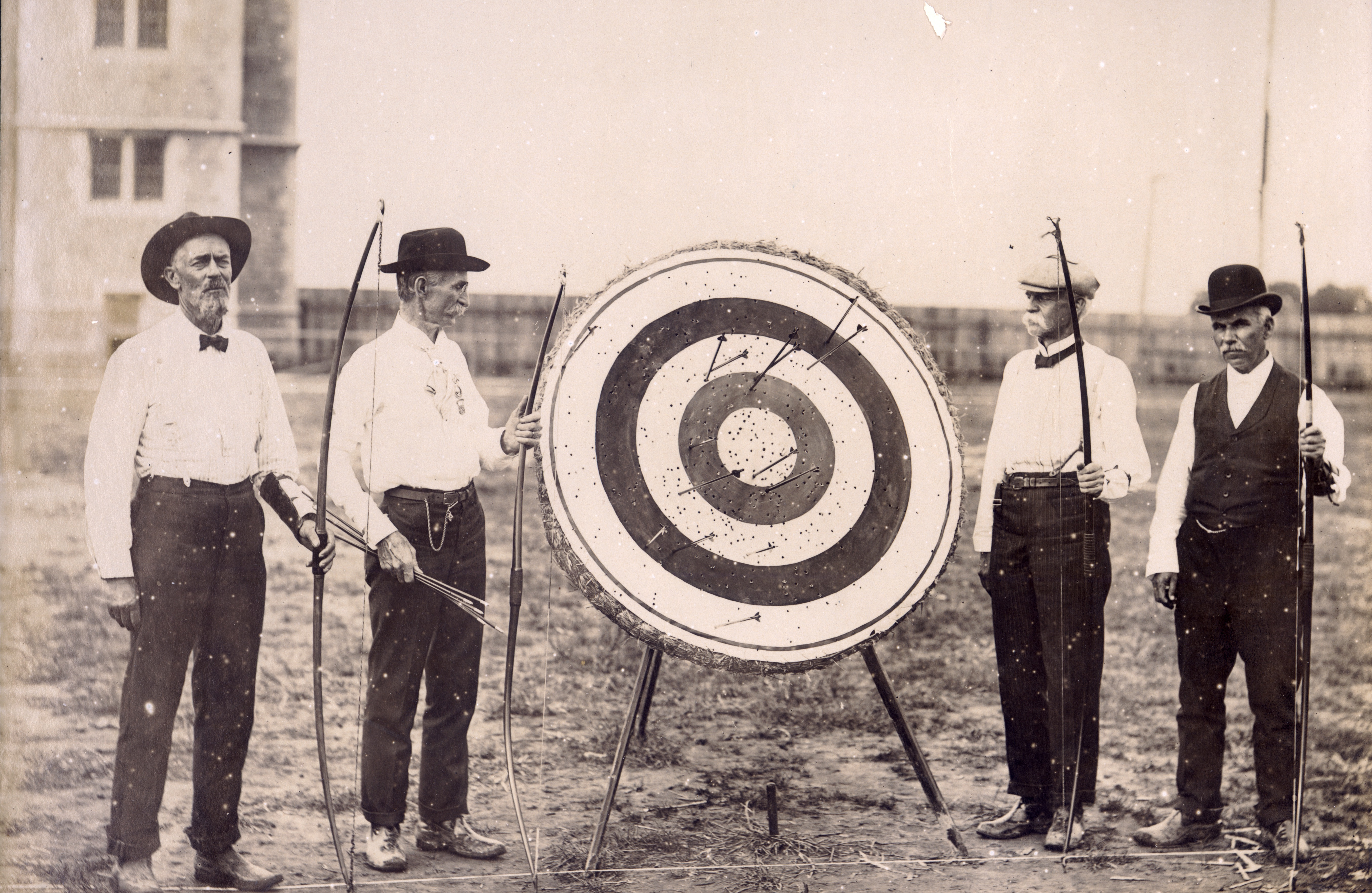
US-amerikanische Bogenschützen (1904)